# Grand Hyatt Berlin

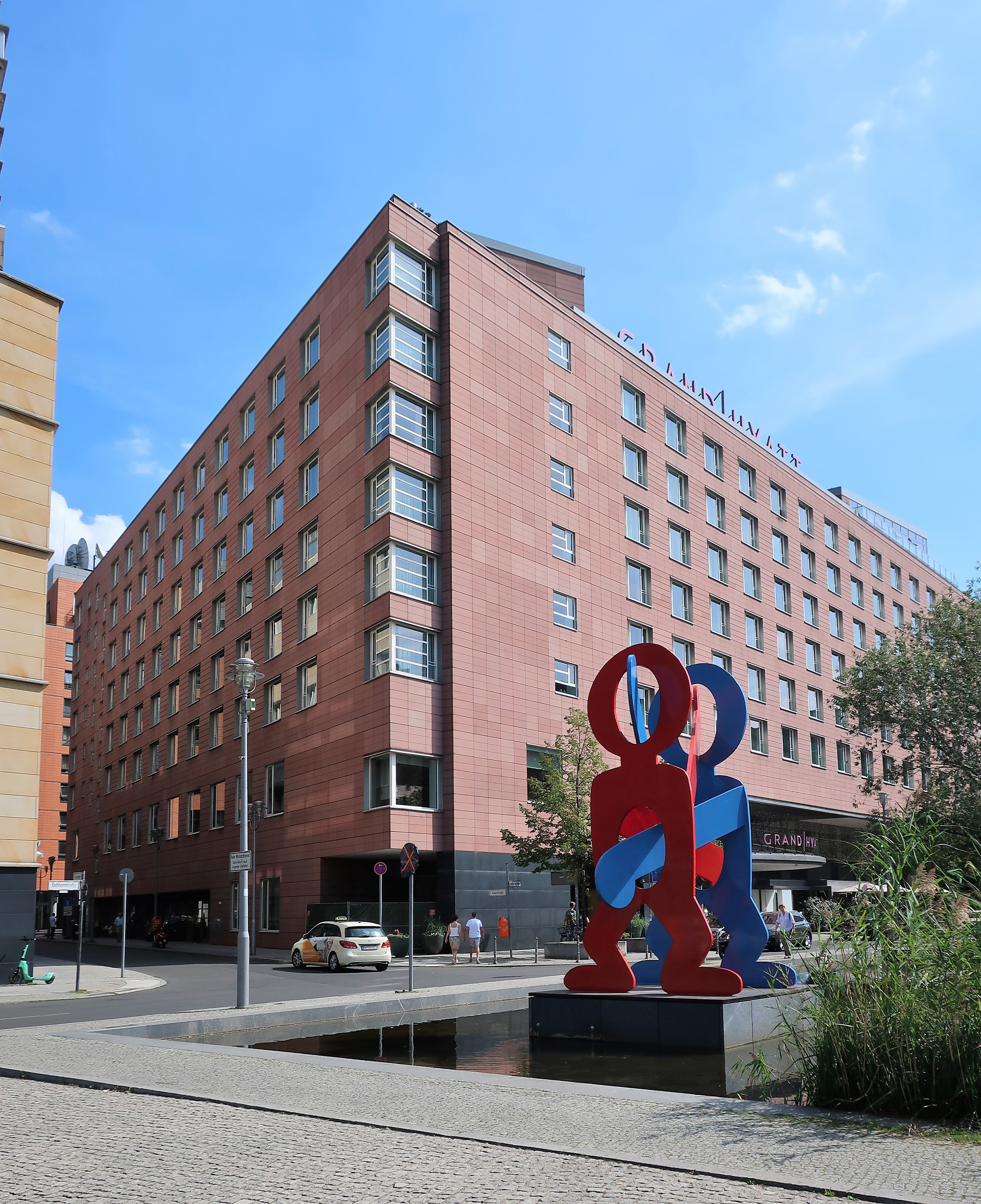
Außenansicht des Grand Hyatt Hotels

Das Grand Hyatt Berlin ist ein 1998 eröffnetes Hotel im Berliner Ortsteil Tiergarten des Bezirks Mitte. Es befindet sich in der Nähe des Potsdamer Platzes am Marlene-Dietrich-Platz. Das Hotel mit 342 Zimmern ist im Besitz des Konzerns Hyatt.

## Geschichte
Nach der Wiedervereinigung Deutschlands 1989 wurde der Potsdamer Platz zu einem der größten städtebaulichen Projekte Europas. Internationale Architekten und Bauherren trugen dazu bei, den Platz zu einem modernen Geschäfts- und Kulturzentrum umzugestalten. Die Planungen begannen in den frühen 1990er Jahren, und 1998 wurde der neue Potsdamer Platz mit dem Grand Hyatt Berlin als einem der Hauptakteure eröffnet. Entworfen wurde das Hotel von dem spanischen Architekten José Rafael Moneo, der für seine moderne, klare Architektur bekannt ist. Das Design des Hotels integriert Glas, Stein und Metall, was gut zu der futuristischen Ästhetik des neuen Potsdamer Platzes passt. Das Hotel etablierte sich schnell als ein Symbol für den neuen, aufstrebenden Charakter Berlins und des Potsdamer Platzes. Es liegt in direkter Nähe zu wichtigen kulturellen und wirtschaftlichen Einrichtungen, wie dem Sony Center, dem Theater am Potsdamer Platz und den UCI Kinos, wo auch die Berlinale regelmäßig stattfindet. Die Zimmer wurden von dem Industriedesigner Hannes Wettstein designt. Im Hotel sind Bilder, Objekte und Skulpturen von Sylvie Fleury, Imi Knoebel, Dieter Roth, Eberhard Havekost und weiteren Künstlern platziert.